# Spirinchus starksi
Spirinchus starksi is een straalvinnige vissensoort uit de familie van spieringen (Osmeridae). De wetenschappelijke naam van de soort is voor het eerst geldig gepubliceerd in 1913 door Fisk.